# Pia Rijsdijk
Pia Rijsdijk (* 25. März 1992 in Rotterdam) ist eine niederländische Fußballspielerin.

## Karriere

### Vereine
Rijsdijk begann das Fußballspielen im Alter von zwölf Jahren bei der Vv SSS in Klaaswaal und wechselte nach fünf Jahren zur RVVH. Über das CTO Amsterdam gelangte sie danach zu Ter Leede und kam für dessen Kooperationspartner ADO Den Haag gegen Ende der Saison 2010/11 zu ihren ersten Einsätzen in der Eredivisie. Im Sommer 2011 begann sie ein Studium an der University of Alabama in Tuscaloosa und spielte fortan für das dortige Collegeteam Alabama Crimson Tide. Bis Ende 2014 kam sie in 61 Ligaspielen zum Einsatz, wobei ihr 21 Treffer gelangen.
Zur Saison 2015/16 kehrte sie zu ADO Den Haag zurück und konnte mit ihrer Mannschaft in dieser Spielzeit den KNVB-Pokal gewinnen; beim 1:0-Finalerfolg gegen Ajax Amsterdam gab sie die Vorlage für den Siegtreffer von Lineth Beerensteyn. In der folgenden Spielzeit war sie mit zehn Ligatreffern in 19 Einsätzen beste Torschützin ihres Teams.
Am 24. August 2017 gab der deutsche Bundesligist MSV Duisburg die Verpflichtung Rijsdijks zur Saison 2017/18 bekannt. Ihr Bundesligadebüt gab die Stürmerin am 3. September 2017 (1. Spieltag) bei der 0:1-Auswärtsniederlage gegen den SC Freiburg, das erste Tor gelang ihr am 15. Oktober 2017 (5. Spieltag) gegen den 1. FFC Frankfurt, als sie bei der 1:2-Niederlage zur zwischenzeitlichen 1:0-Führung traf.

### Nationalmannschaft
Rijsdijk bestritt 13 Partien für die niederländische U-19-Nationalmannschaft und nahm mit dieser an der Europameisterschaft 2011 teil.

## Erfolge
- KNVB-Pokalsiegerin 2016 (mit ADO Den Haag)